# Alcira Legaspi
Alcira Legaspi de Arismendi (* 22. Februar 1914; † 19. November 2010) war eine uruguayische Politikerin (PCU) und Buchautorin.

## Leben
Alcira Legaspiwar von Beruf Lehrerin der Vorschule und veröffentlichte zu diesem Themengebiet auch diverse Bücher. Sie war Mitglied der Kommunistischen Partei Uruguays (PCU) und gehörte deren Zentralkomitee an. Zudem hatte sie innerhalb der PCU die Funktion der Bildungssekretärin inne. Während der von 1973 bis Mitte der 1980er Jahre in Uruguay herrschenden Militärdiktatur bekämpfte sie dieses System und musste deshalb mit ihrem Ehemann, dem Politiker und marxistischen Theoretiker Rodney Arismendi, im Exil in der Sowjetunion leben.
Im Oktober 2010 wurde sie von der Fundación Rodney Arismendi und der staatlichen Direktion für Früh- und Grundschulbildung Uruguays für ihr Lebenswerk als Dozentin und Pädagogin geehrt.
Legaspi starb im Alter von 96 Jahren und wurde auf dem Cementerio del Buceo beigesetzt.